# Centrale hydroélectrique du Nalubaale
La centrale hydroélectrique du Nalubaale anciennement connue sous le nom de barrage des chutes d'Owen est un barrage hydroélectrique entre le lac Victoria et le lac Kyoga en Ouganda sur le Nil blanc. Nalubaale est le nom du lac Victoria en Luganda. Elle a été mis en service en 1954 et possède une puissance de 180 MW.

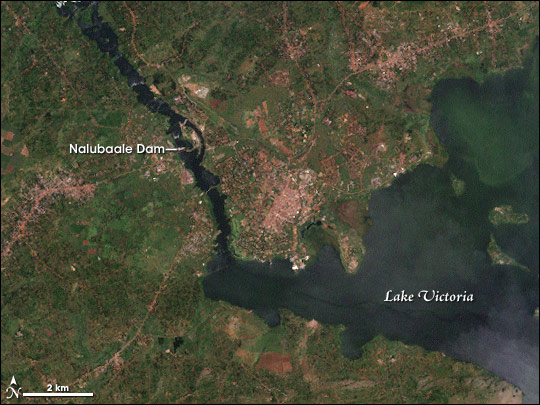
Image satellite montrant l'emplacement du barrage par rapport au lac Victoria.
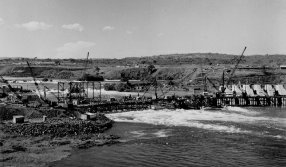
Photographie de la construction du barrage.